# Pochage
Pour l'ecchymose, voir Œil au beurre noir.

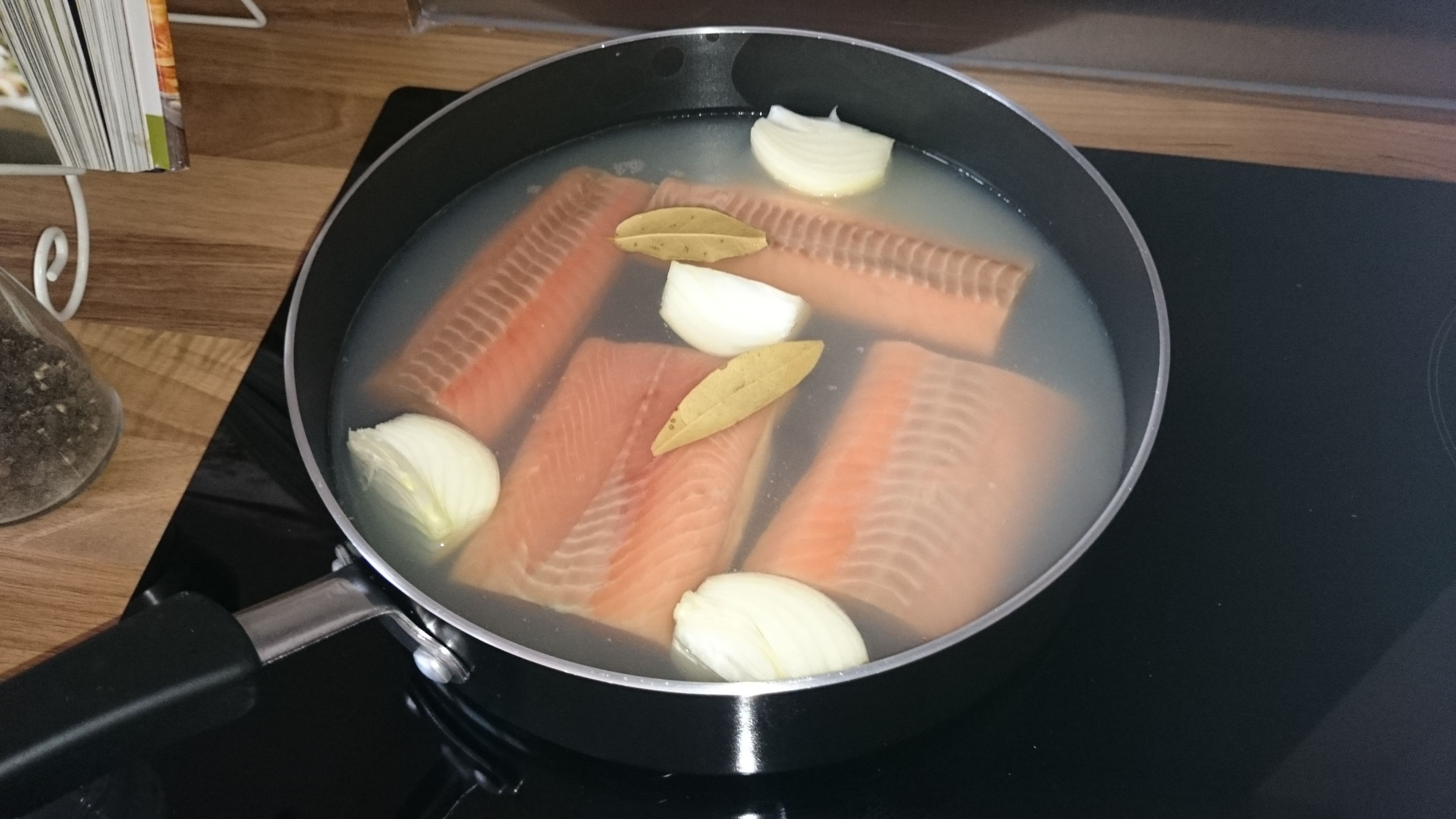
Morceaux de saumon en train d'être pochés avec des oignons et des feuilles de laurier.

En cuisine, le pochage est une technique culinaire qui consiste à faire cuire des aliments délicats en les plongeant dans un liquide à frémissement (le plus souvent de l'eau ou un court-bouillon de légumes) entre 70 et 80 °C. Par exemple, on fera « pocher un chou » pour le blanchir.
Cette cuisson à feu doux, avec départ à froid (qui contribue à diffuser les saveurs des aliments dans le liquide) ou à chaud, permet d'éviter le brunissement de l'aliment. Elle permet d'exprimer, de conserver davantage le goût propre du mets.
Pochage d'œuf : cette technique culinaire particulière consiste à faire cuire un œuf sans sa coquille dans de l’eau chaude, du jus, du bouillon. Pour bien pocher un œuf, le blanc doit être saisi et doit envelopper le jaune, comme le ferait une poche.